# Louis-Siffrein-Joseph de Salamon
Louis-Siffrein-Joseph Foncrose de Salamon, né à Carpentras le 22 octobre 1750 et mort le 11 juin 1829, est un prélat français du XIXe siècle.

## Biographie
L'abbé de Salamon est, au tout début de sa carrière ecclésiastique, doyen d'Avignon, conseiller-clerc au Parlement de Paris et internonce du pape Pie VI en France. Pendant la Révolution, enfermé à ? , il faillit périr dans les massacres de septembre 1792, qu'il relata, dans leurs détails terribles, dans ses Mémoires inédits de l'Internonce à Paris pendant la Révolution, 1790-1801. Par la suite, il vit dans la clandestinité, caché dans les environs de Paris ou habitant aux environs du bois de Boulogne.
En 1800, sous le Consulat, le pape Pie VII le nomme administrateur apostolique de Rouen, Évreux, Lisieux, Bayeux et Coutances. En 1806, il est appelé à Rome par le pape Pie VII et est nommé évêque titulaire d'Orthosia (de) in partibus. En 1816, il est préconisé auditeur au tribunal de la Rote romaine par le roi Louis XVIII, mais il n'est pas agréé par le pape, car ce poste était déjà occupé par un autre Français, Joachim-Jean-Xavier d'Isoard. Par contre, le pape le nomma en 1820 évêque de Saint-Flour.

### Internonce du pape dans les prisons de la Terreur
Durant son internonciature, il a été en correspondance secrète avec le cardinal de Zelada, secrétaire d'État du pape Pie VI, où, au péril de sa vie, il informait, jour après jour, le Saint-Siège au sujet de la situation politique en France, notamment durant la Terreur. Cette correspondance, longtemps préservées dans les archives secrètes vaticanes, a été publiée pour la première fois en 1890 par les soins du vicomte Louis-Gustave de Richemont, avec l'autorisation du Saint-Siège, sous le titre de Correspondance secrète de l'Abbé de Salamon, chargé des affaires du Saint-Siège pendant la Révolution, avec le Cardinal de Zelada (1791-1792). Elle comporte également les réponses du cardinal de Zelada à l'internonce apostolique, lui transmettant des instructions et les encouragements personnels du pape pour qu'il poursuive sa dangereuse mission diplomatique, notamment de liaison secrète avec les évêques français aux prises avec la tourmente révolutionnaire.
Salamon a également laissé d'importants Mémoires inédits de l'Internonce à Paris pendant la Révolution, 1790-1800, publiés par les soins de l'abbé Arthur Bridier en 1890. Salamon, alors jeune abbé, y relate la persécution antichrétienne (notamment les massacres collectifs de Septembre, qui se déroulèrent directement sous ses yeux, à l'abbaye de l'abbaye de Saint-Germain-des-Prés, auxquels il échappa de manière providentielle), sa vie cachée puis ses incarcérations successives sous la Terreur, et son procès politique sous le Directoire.